# Secuestro y decapitación de coptos en Libia en 2015
El 12 de febrero de 2015, el Estado Islámico de Irak y el Levante (ISIL) publicó un informe en su revista en línea Dabiq mostrando fotos de 21 trabajadores migrantes egipcios cristianos coptos que habían sido secuestrados en la ciudad de Sirte, Libia. Fueron decapitados para "vengar el (presunto) secuestro de mujeres musulmanas por la Iglesia egipcia copta". Los hombres provenían de diferentes pueblos de Egipto. Entre ellos 13 eran de Al-Our, en la gobiernación de Menia. Fueron secuestrados en Sirte en dos ataques separados el 27 de diciembre de 2014, y en enero de 2015.

## Antecedentes
A principios de 2014, un grupo de milicianos en el este de Libia declaró su afiliación con el Estado Islámico, capturando la ciudad de Derna hacia finales de 2014. Las personas afines al grupo se atribuyeron la responsabilidad por los ataques terroristas llevados a cabo en todo el país, incluido el ataque al Hotel Corinthia en enero de 2015.

## Video
El 15 de febrero de 2015, se publicó un video de cinco minutos, donde mostraba la decapitación de los cautivos en una playa en la costa sur del Mediterráneo. Un subtítulo en el video llamaba a los cautivos «pueblo de la cruz, los seguidores de la Iglesia egipcia hostil». Uno de los terroristas hablaba en inglés americano y hacía referencias religiosas, entre ellas nombrando a Jesús. También justifica derramar sangre en el mar por el «jeque» Osama Bin Laden.
Después de decapitar a los rehenes, aparece un mensaje en la pantalla: «La sangre sucia es sólo parte de lo que le espera, en venganza por Camelia y sus hermanas», haciendo referencia a Camelia Shehata, una mujer egipcia copta y esposa de un sacerdote copto que los islamistas creen que se había convertido al islam y que fue detenida por la Iglesia a causa de ello. Más tarde ella negó la demanda. Por último, el orador declara «Vamos a conquistar Roma, con permiso de Alá», señalando con el cuchillo hacia el mar.
Al igual que en otros videos del Estado Islámico, los cautivos llevaban vestimenta naranja, que pretende ser una referencia a la vestimenta de los prisioneros del campo de detención de Guantánamo. El grupo de asesinos se autoidentifica como la «Provincia Trípoli» de ISIL. El líder del escuadrón fue identificado como un expatriado libio que se conoce con el nombre de guerra de Al Qaqaa Ben Omro.
Tras la publicación del video, varios expertos argumentaron que había sido manipulado digitalmente y que algunas partes fueron probablemente filmadas en un estudio ante un decorado verde (croma) y luego superpuestos a las imágenes de una playa. El video también fue manipulado para mostrar a los terroristas con una mayor altura a la real con el fin de propagar el miedo. Pese a estas falsificaciones los expertos no ponen en duda que los 21 cristianos coptos fueran asesinados.

## Reacciones
El ataque fue condenado por la Iglesia Copta, el gobierno de Egipto y la Cámara de Representantes de Libia.
- Egipto — El presidente de Egipto, Abdelfatah Al-Sisi anunció un período de siete días de luto nacional y pidió una reunión urgente con el máximo órgano de seguridad del país.[12] En un discurso televisado, Al-Sisi declaró que su país se reservaba el derecho a una represalia.[6] También reiteró una oferta para facilitar la evacuación egipcios de Libia e impuso una prohibición de viajar desde Egipto a Libia.[6][13]
- Estados Unidos — John Kerry, Secretario de Estado de los Estados Unidos, condenó los ataques.[14] El gobierno de Barack Obama fue criticado por referirse a las víctimas simplemente como los ciudadanos egipcios sin hacer referencia a su religión cristiana, la razón de su asesinato.[15]
- Francia — El presidente francés François Hollande condenó los ataques.[14]
- Hungría — El Ministerio de Asuntos Exteriores y Comercio de Hungría proporcionó un apoyo financiero de 500 euros para cada familiar de las víctimas. Péter Szíjjártó dijo que «Hungría no puede ser un espectador de los continuos ataques contra comunidades cristianas en el Medio Oriente».[16]
- República Árabe Saharaui Democrática — El presidente Mohamed Abdelaziz condenó los ataques y envió sus condolencias a Egipto.[17]
- Organización de las Naciones Unidas — El Consejo de Seguridad de las Naciones Unidas condenó los ataques.[14]
- Santa Sede — El papa Francisco de la Iglesia católica telefoneó al papa copto Teodoro II para ofrecer sus condolencias.[18]

### Ataques aéreos de Egipto
El 16 de febrero en la madrugada militares egipcios realizaron ataques aéreos contra instalaciones del Estado Islámico en Libia. Los ataques aéreos fueron dirigidos contra lugares de entrenamiento y arsenales de armas. Todos los aviones militares regresaron a salvo a la base. Alrededor de 40 a 50 militantes y 7 civiles resultaron muertos.

## Veneración
El 21 de febrero de 2015, el jefe de la Iglesia ortodoxa copta, el papa Teodoro II anunció que los 21 coptos asesinados serían conmemorados como santos mártires en el octavo día de Meshir, sexto mes del calendario copto, que es el 15 de febrero del calendario gregoriano. La conmemoración cae en el día de la fiesta de la Presentación de Jesús en el Templo, que es 8 de Amshir del calendario copto.
Después de las decapitaciones, la Iglesia publicó sus nombres, pero solo había 20 personas. Más tarde se informpo de que el mártir 21 era Mathew Ayariga y que era de Chad. Originalmente fue un no cristiano, pero vio la fe de los demás, y cuando los terroristas le preguntaron si él rechazó a Jesús, según los informes, dijo: «Su Dios es mi Dios», sabiendo que iba a ser asesinado. Otros reportes indicaron que Ayariga era originario de Ghana.
El 11 de mayo de 2023, el Papa Francisco se reunió con el Papa Teodoro II durante las audiencias generales para celebrar el 50 aniversario del acuerdo copto ortodoxo-católico en la Basílica de San Pedro en Roma. En su discurso, el Papa Francisco anunció que tiene la intención de agregar a los 21 coptos ortodoxos en el martirologio romano, el calendario de los santos católicos.